# Too Easy
 (janvier 2025).
Si vous disposez d'ouvrages ou d'articles de référence ou si vous connaissez des sites web de qualité traitant du thème abordé ici, merci de compléter l'article en donnant les références utiles à sa vérifiabilité et en les liant à la section « Notes et références ».
Too Easy est le deuxième album de Broderick Smith, sorti en 2002 par le label New Market Music.

## Liste des chansons
1. ”Rainy Day” (Broderick Smith, K. Bennett) - 4:10
2. ”I Have No Song” (Broderick Smith, K. Bennett) - 4:05
3. ”Aria Branca” (Broderick Smith, K. Mazella) - 3:18
4. ”The Girl with Green Eyes” (Broderick Smith, K. Bennett) - 3:03
5. ”Two Men and Some Dogs” (Broderick Smith, K. Bennett) - 4:00
6. ”From the Hills” (Broderick Smith, K. Bennett) - 3:52
7. ”Victim's Highway” (Broderick Smith, Matt Walker) - 3:29
8. ”You're Not Naked” (Broderick Smith, N. Maclean) - 3:42
9. ”Wind Dogs” (Broderick Smith, N. Maclean) - 3:39
10. ”Starlight Lounge” (Broderick Smith, Nick Smith) - 3:04
11. ”Xmas In Melbourne” (Broderick Smith, Nick Smith) - 2:51
12. ”This Land” (R. Freeman-Smith, Phillip Hyde) - 3:41
13. ”Thirteen” (Glenn Danzic) - 4:00
14. ”Going North” (Broderick Smith, Phillip Hyde) - 3:08
15. ”Writers on a Train” (Broderick Smith, Nick Smith) - 2:55
16. ”Man to Man” (Broderick Smith, K. Bennett) - 3:15